# リエーゼ・ピオ・デーチモ
リエーゼ・ピオ・デーチモ（伊: Riese Pio X）は、イタリア共和国ヴェネト州トレヴィーゾ県にある、人口約11,000人の基礎自治体（コムーネ）。
ローマ教皇ピウス10世（イタリア語読みでピオ・デーチモ）の出身地であり、自治体名もこれに因んで「ピオ・デーチモ」が付されている。

## 地理

### 位置・広がり

#### 隣接コムーネ
隣接するコムーネは以下の通り。
- アルティーヴォレ
- アーゾロ
- カステルフランコ・ヴェーネト
- カステッロ・ディ・ゴーデゴ
- フォンテ
- ローリア
- サン・ゼノーネ・デッリエッツェリーニ
- ヴェデラーゴ

### 気候分類・地震分類
気候分類では、zona E, 2468 GGに分類される。
また、イタリアの地震リスク階級 (it) では、zona 2 (sismicità media) に分類される。

## 行政

### 分離集落
リエーゼ・ピオ・デーチモには、以下の分離集落（フラツィオーネ）がある。
- Poggiana, Spineda, Vallà